# کیمورا ۶۲۳۳
سیارک ۶۲۳۳ (به انگلیسی: 6233 Kimura، نامگذاری:1986CG) شش هزار و دویست و سی و سومین سیارک کشف شده‌است که در ۸ فوریه ۱۹۸۶ کشف شد.
قدر مطلق سیارک برابر ۱۳٫۳۰ است.